# Chiesa di Sant'Apollonia (Civezzano)
La chiesa di Sant'Apollonia è la parrocchiale a Bosco, frazione di Civezzano, in Trentino. La sua fondazione risale al XVI secolo.

## Storia
Sul sito dove sorge la chiesa esisteva già, nel XVI secolo, una piccola edicola con dedicazione a Santa Maria ad Nives.
Attorno al 1673, dove stava questa cappella, venne edificata una nuova chiesa, nata come espositura, che continuò ad essere dedicata alla Santa Maria ad Nives sino al XVIII secolo, quando la titolare divenne  Sant'Apollonia. Tale mutamento fu forse determinato dalla pala con l'immagine della santa che venne donata alla chiesa da un mercante di Trento, Francesco Grammatica.
Nel 1864, quasi due secoli dopo la sua erezione, la chiesa venne riedificata e, l'anno successivo, fu benedetta.
Ottenne dignità parrocchiale nel 1946.
Un importante restauro conservativo ha interessato l'edificio nel biennio 2011-2012 riguardante la sistemazione di piccoli danni dovuti al terremoto, la revisione esterna degli intonaci, nuovi impianti elettrici e di risaldamento ed il ritocco delle opere decorative murarie realizzate negli anni sessanta.
Dopo tali lavori Luigi Bressan, arcivescovo metropolita di Trento, ha consacrato con cerimonia solenne il nuovo altar maggiore, riaprendo la chiesa al culto.